# Mali Žam
Mali Žam (serbisch-kyrillisch Мали Жам, rumänisch Jamu Mic, ungarisch Kiszsám, deutsch [veraltet] Kleinscham, Klein Scham, Klein-Zsam) ist ein Dorf in der Opština Vršac mit etwa 250 Einwohnern. Es liegt direkt an der Grenze zu Rumänien, an das es im Nordosten bei Jamu Mare (Veliki Žam, Großscham) angrenzt. Die Mehrheit der Einwohner sieht sich als Rumänen, ein Drittel sind Serben.

## Demographie
Die Bevölkerung ist seit Ende des Zweiten Weltkriegs ständig zurückgegangen.
| Zensusjahr | Einwohner | Bemerkungen /Referenzen |
| ---------- | --------- | ----------------------- |
| 1851       | 1022      |                         |
| 1948       | 999       | [ 1 ]                   |
| 1953       | 1034      | [ 1 ]                   |
| 1961       | 880       | [ 1 ]                   |
| 1971       | 698       | [ 1 ]                   |
| 1981       | 565       | [ 1 ]                   |
| 1991       | 499       | [ 1 ]                   |
| 2002       | 379       | [ 1 ]                   |
| 2011       | 283       | [ 1 ]                   |